# Andrea Orcagna
Andrea di Cione di Arcangelo zwany Orcagna (ur. ok. 1308 we Florencji, zm. 25 sierpnia 1368 tamże) − florencki malarz, rzeźbiarz, złotnik, architekt i poeta, tworzył w okresie późnego średniowiecza.

## Życiorys
Zdobywał pierwsze szlify w warsztatach złotniczym swego ojca Cione i malarskim brata Bernarda, by następnie związać się z pracowniami Andrea Pisano i Giotto di Bondone. Z tymi samymi szkołami związani byli również jego bracia malarze: Jacopo, Benci i Nardo. W 1357 ukończył i podpisał istniejący do dzisiaj poliptyk Chrystusa na tronie ze świętymi dla kaplicy Strozzich w kościele Santa Maria Novella we Florencji, uznawany przez historyków sztuki za jedno z jego najważniejszych dzieł. W latach 1355–1357 był mistrzem budowlanym w Orsanmichele we Florencji. W nawie bocznej tej świątyni znajduje się tabernakulum jego autorstwa. Orcagna współpracował z budowniczymi florenckiej katedry oraz był przez dwa lata mistrzem budowlanym katedry w Orvieto (1359–1360), wykonał mozaiki w fasadzie. Do przypisywanych Orcagne dzieł zalicza się fragmenty fresków na chórze kościoła Santa Maria Novella we Florencji, Ukrzyżowanie w refektarzu przy bazylice Świętego Ducha we Florencji oraz fragmenty Tryumfu śmierci w bazylice św. Krzyża we Florencji.
Loggia della Signoria we Florencji bywa też nazywana Loggia Orcagni, chociaż to nie według projektu Andrei di Cione została ona wzniesiona. Nowsze badania wykazały, iż budowniczym loggi był brat Orcagny Benci di Cione.
Tryumf śmierci Orcagny był inspiracją dla Totentanz Ferenca Liszta.
Uczniem Orcagna był Nello di Vanni, utożsamiany z Bernardo Nello czy też Giovannim Falcone.

## Dzieła
- Nastawa ołtarzowa (sceny z życia św. Agnieszki, Marii Magdaleny i Łazarza), kolekcja prywatna, 1340–1345[4]
- Wygnanie księcia ateńskiego (fragment fresku), Palazzo Vecchio, Florencja, po 1343
- Tryumf śmierci (zachowany fragmentarycznie), fresk w bazylice św. Krzyża (obecnie w muzeum przy bazylice Świętego Ducha), Florencja, ok. 1348
- Tabernakulum w kościele Orsanmichele, Florencja, 1353–1359
- Zbawiciel ze świętymi (poliptyk), kaplica Strozzich we Florencji, 1357
- Ostatnia wieczerza (fresk, fragmenty), Wieczernik przy Klasztorze Ducha Świętego, Florencja ok. 1360
- Nagrobek Tommaso Corsiniego, kościół Ducha Świętego, Florencja, 1366[5]
- Święty Mateusz Apostoł i sceny z jego życia (wraz z bratem Jacopo), Galeria Uffizi, Florencja, ok. 1367
- Madonna z Dzieciątkiem i Aniołami, National Gallery of Art, Waszyngton, przed 1370[6]
- Mozaikowa rozeta w fasadzie katedry w Orvieto, 1354–1380[7][8]
- Ukrzyżowanie i inne, freski w muzeum przy bazylice Świętego Ducha, Florencja[9]
- Św. Zenobiusz ze świętymi Krescencjuszem i Eugeniuszem, Duomo Santa Maria del Fiore, Florencja